# Pomnik Pomordowanych Żydów Europy

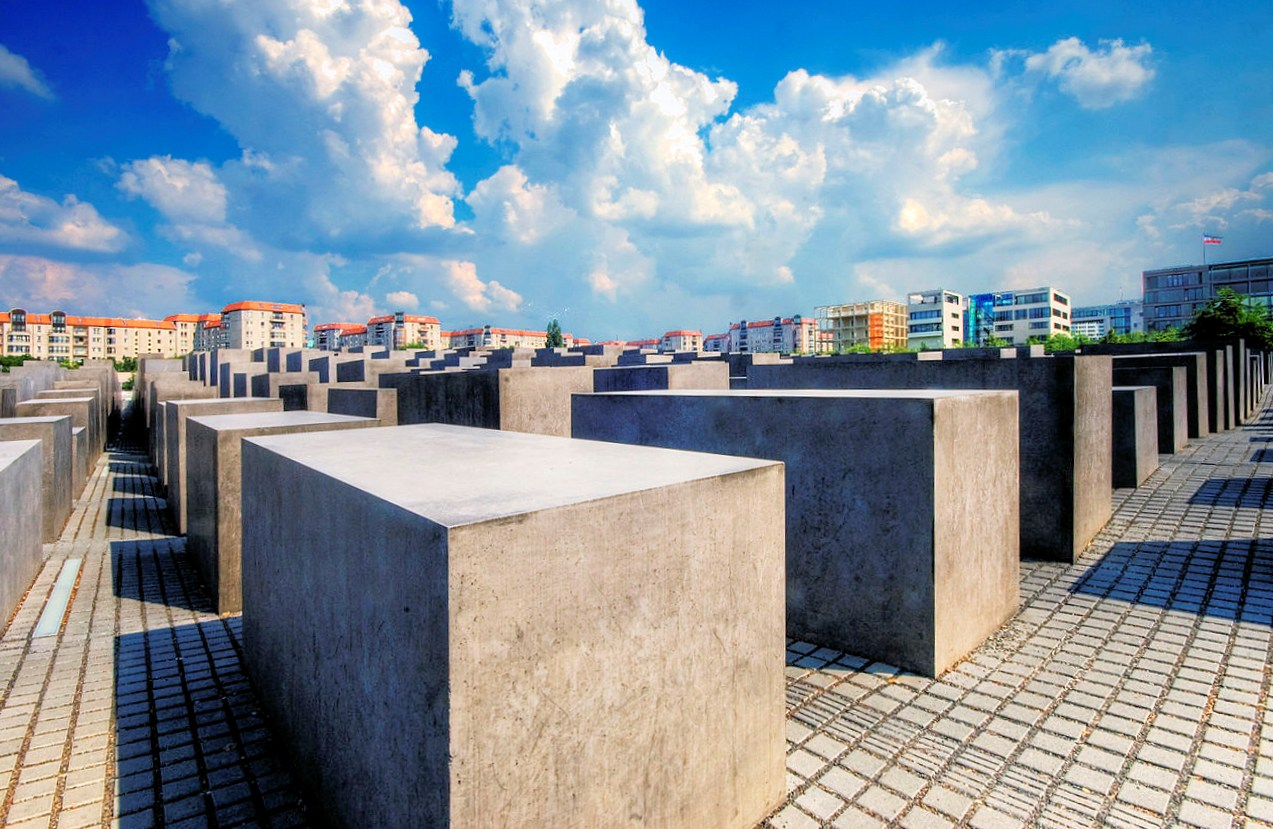
Fragment pomnika

Pomnik Pomordowanych Żydów Europy (niem. Denkmal für die ermordeten Juden Europas lub krócej Holocaust-Mahnmal) – pomnik upamiętniający zagładę Żydów podczas II wojny światowej, jest głównym miejscem pamięci ofiar Holocaustu w Niemczech.
Pomnik, według projektu Petera Eisenmana, został wybudowany w latach 2003–2005 w centrum Berlina (Berlin-Mitte), na powierzchni 19 tys. m². Został on odsłonięty 10 maja 2005 i od 12 maja jest dostępny dla publiczności. W pierwszym roku pomnik odwiedziło ponad 3,5 mln osób. Zajmuje teren ograniczony ulicami: Ebertstraße, Behrenstraße, Gertrud-Kolmar-Straße i Hannah-Arendt-Straße. Składa się z 2711 betonowych bloków-steli (po jednym na każdą stronę Talmudu) ustawionych w równoległych szeregach z niewielkim odchyleniem od pionu. Najwyższe bloki mierzą 4,7 m wysokości. Na obrzeżu pomnika rośnie 41 drzew. Między szeregami bloków znajdują się wybrukowane kostką przejścia o szerokości 95 cm. Powierzchnie bloków zabezpieczone są powłoką umożliwiającą łatwe usunięcie graffiti. W skład pomnika wchodzi podziemne muzeum (Izba pamięci) o powierzchni 930 m², mieszczące sale wystawowe o pow. 778 m², salę odczytową o pow. 106 m² i księgarnię o pow. 46 m².
Koszt budowy został pokryty przez rząd Republiki Federalnej Niemiec. Teren pomnika o wartości 40 mln euro został przekazany nieodpłatnie przez władze Niemiec. Inicjatywę pomnika zapoczątkowała w roku 1988 dziennikarka Lea Rosh. W maju 1994 rozpisano konkurs na projekt pomnika. Wybrany wtedy projekt Christine Jackob-Marks został w czerwcu 1995 odrzucony przez kanclerza Helmuta Kohla. W ponownym konkursie z lipca 1997 wybrano projekt architekta Petera Eisenmana i rzeźbiarza Richarda Serry. W roku 1998 Richard Serra wycofał się z zespołu autorskiego protestując przeciw narzuconym zmianom. 25 czerwca 1999 Bundestag zatwierdził budowę pomnika i wyasygnował sumę 54 mln DM.
Rezolucja Niemieckiego Bundestagu z dnia 25 czerwca 1999 roku głosi:
1.1 Republika Federalna Niemiec utworzy w Berlinie miejsce pamięci ku czci zamordowanych Żydów Europy.

1.2 Utworzeniem tego miejsca pamięci pragniemy:
- uczcić ofiary zamordowanych Żydów,
- zachować w żywej pamięci niewyobrażalne wydarzenia z niemieckiej historii,
- ostrzegać przyszłe pokolenia, by nigdy nikt nie łamał praw człowieka, by były chronione zasady demokratycznego państwa oraz równość obywateli wobec prawa i by się sprzeciwiać wszelkim rodzajom dyktatury i przemocy.

Budowę rozpoczęto 1 kwietnia 2003. 15 grudnia 2004 ustawiono uroczyście ostatnią z 2711 betonowych steli. Po odsłonięciu pomnika środowiska Sinti i Romów oraz homoseksualistów i osób niepełnosprawnych wyraziły niezadowolenie, że pomnikiem uczczono tylko jedną z grup ofiar zbrodni hitlerowskich.

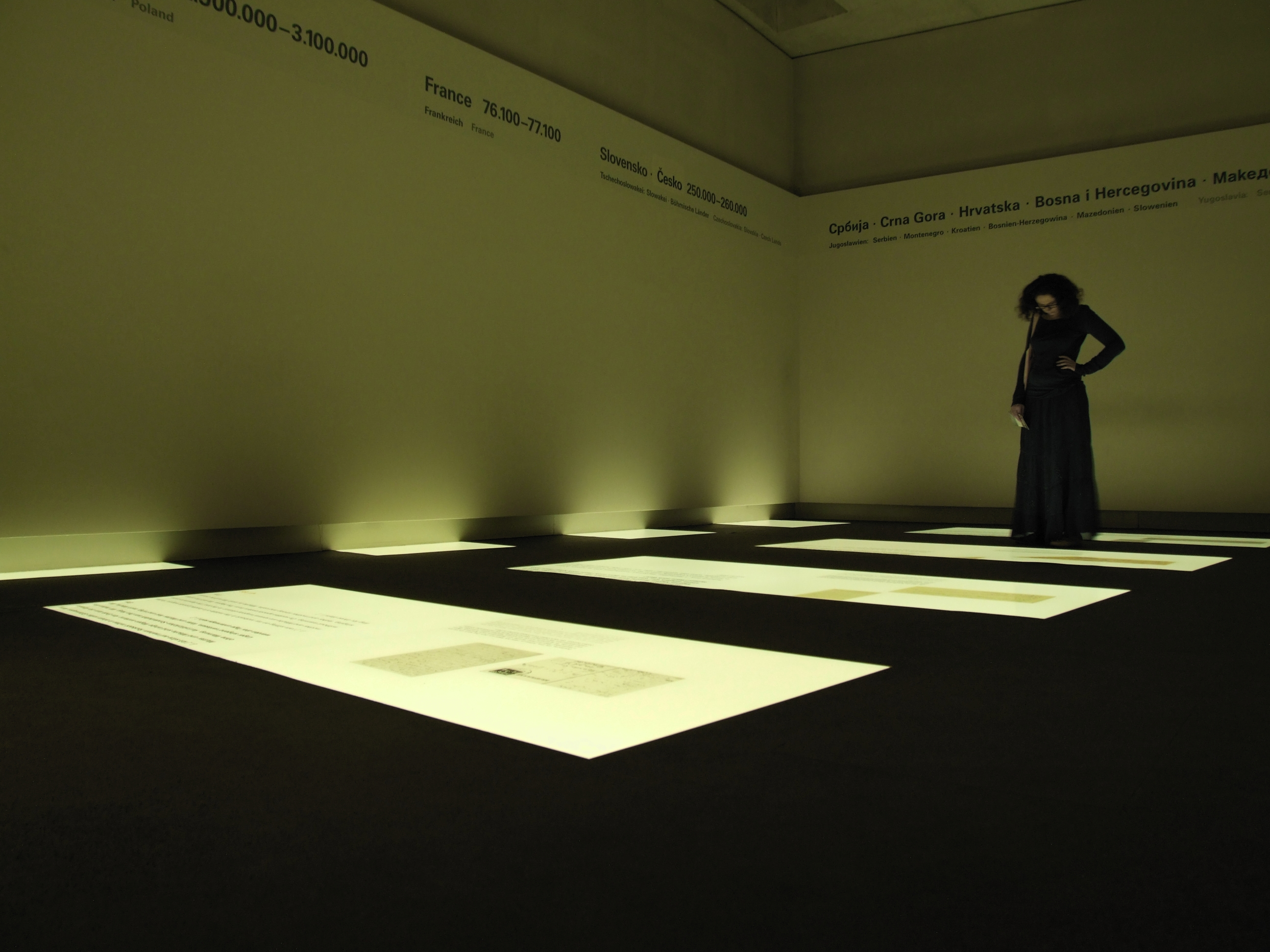
Wnętrze podziemnego muzeum
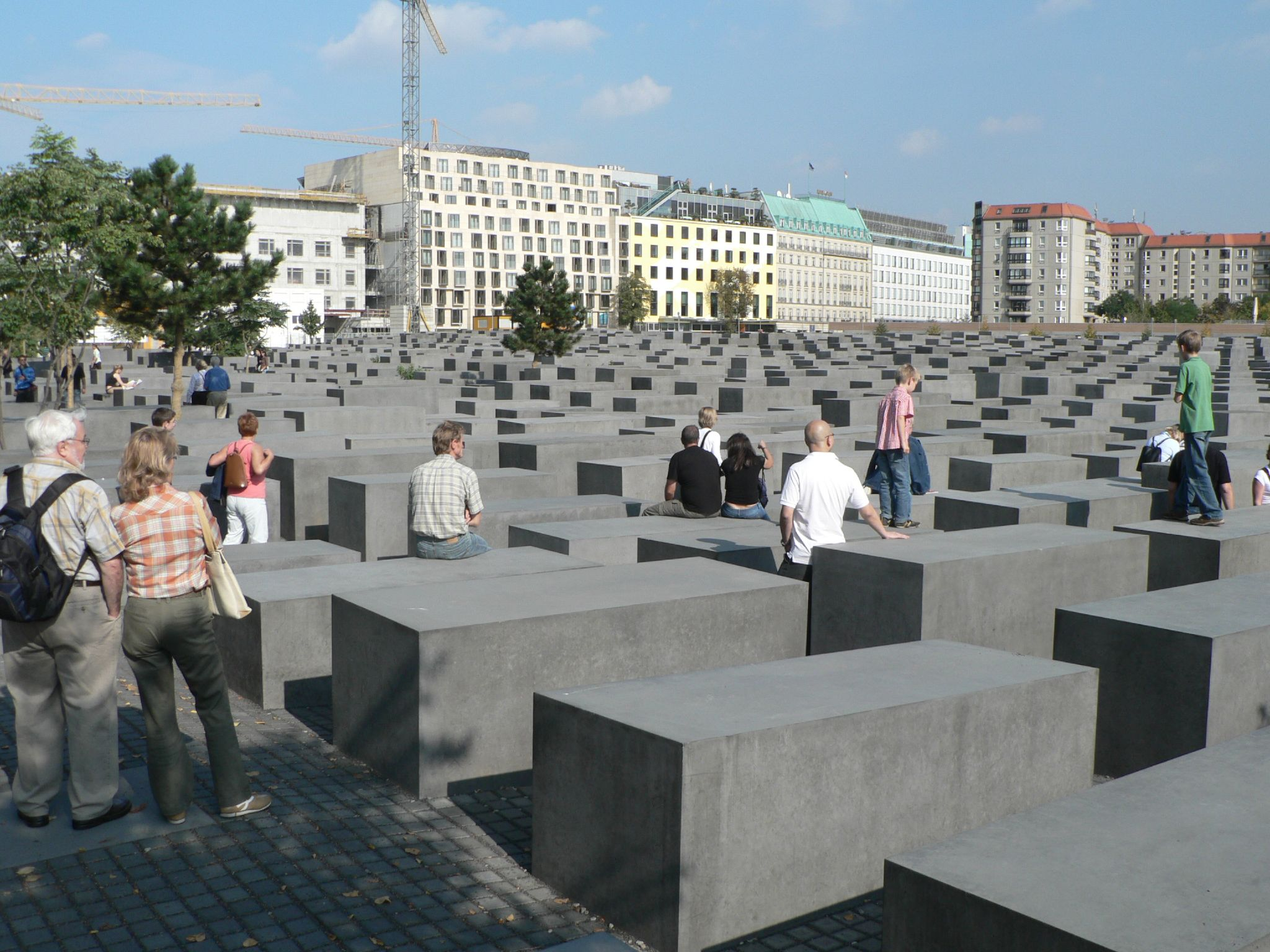
Zwiedzający
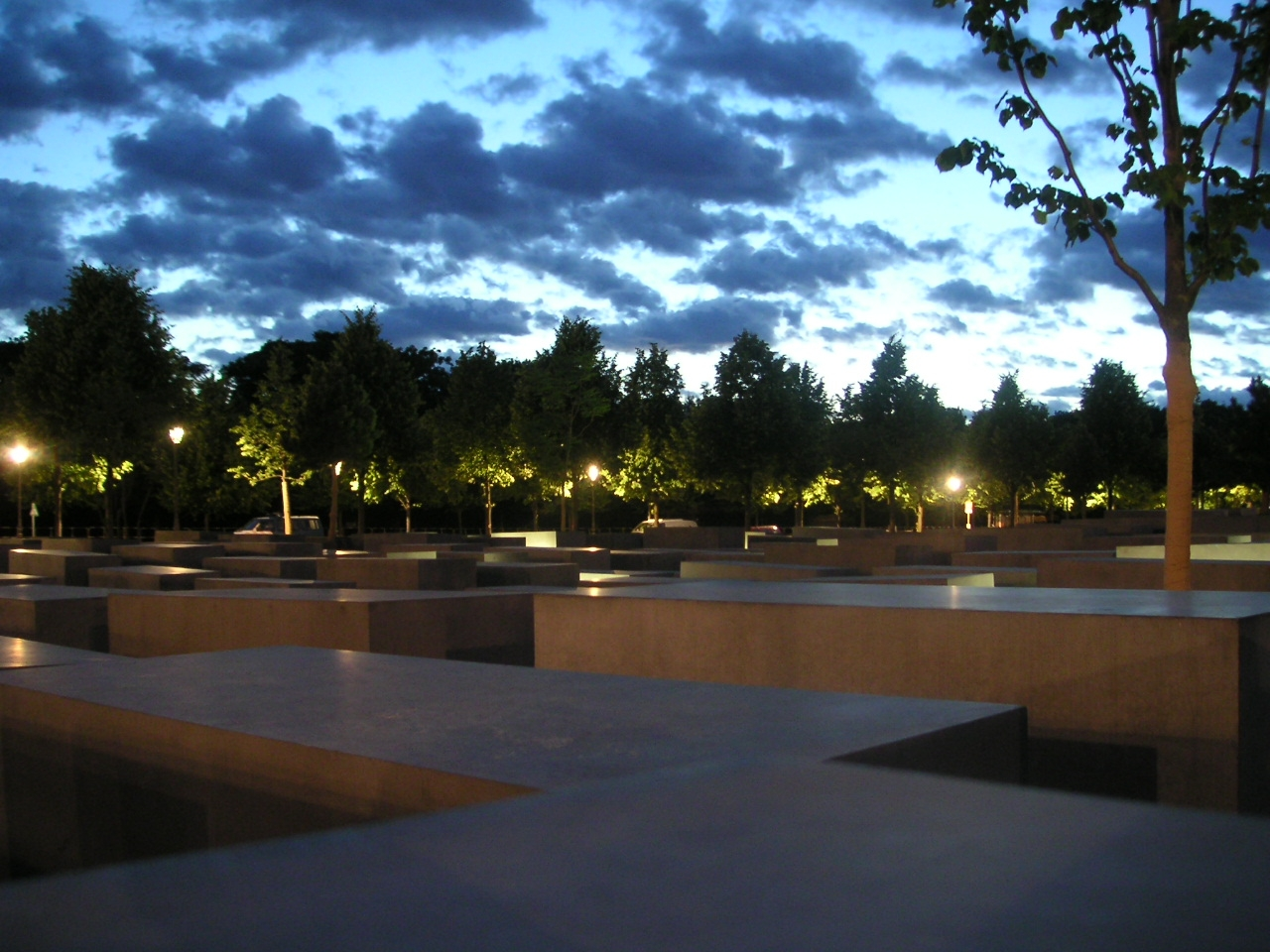
Pomnik nocą
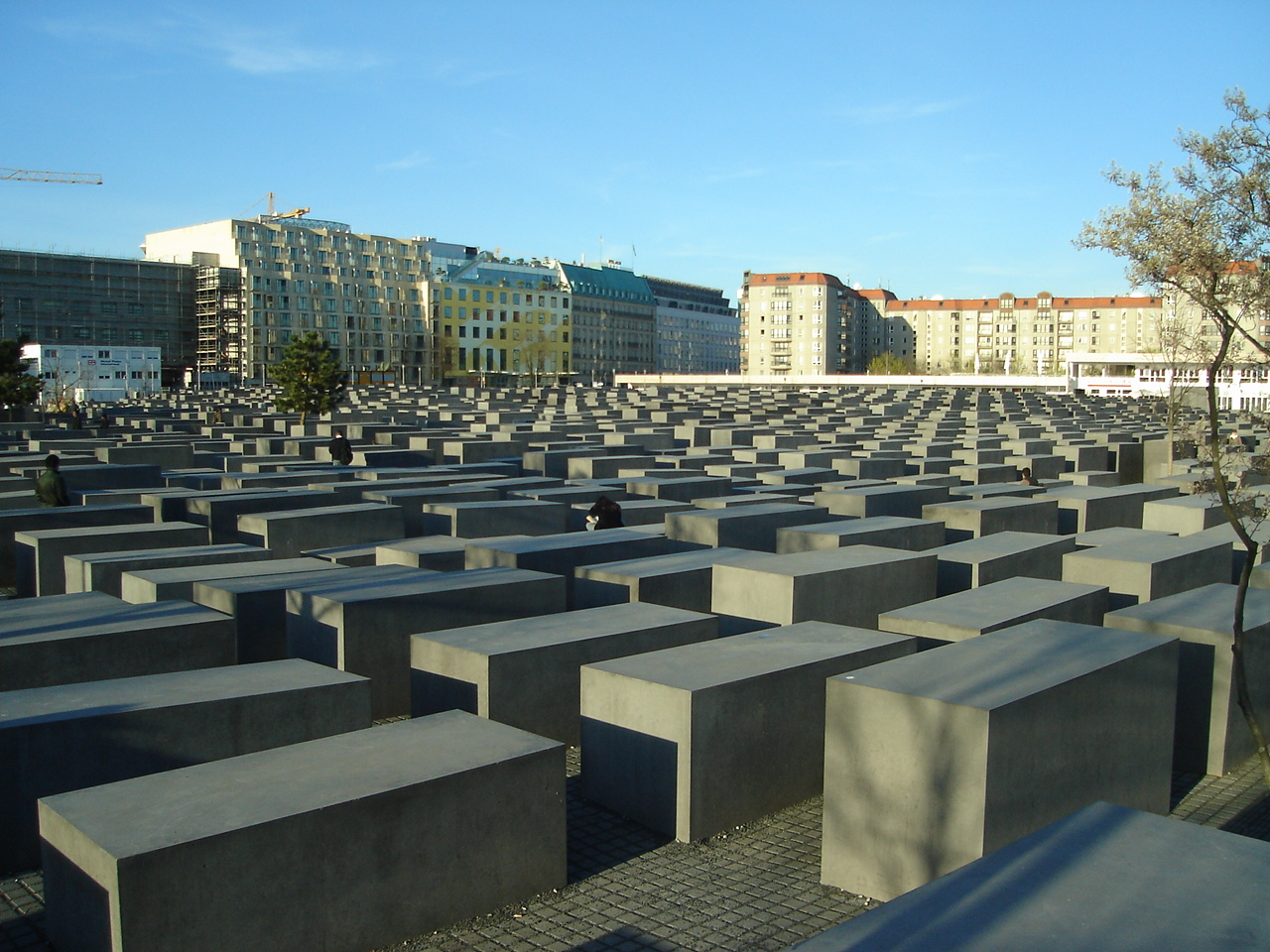
Pomnik wśród miasta